# Église Saint-Pierre-ès-Liens de Greneville
L’église Saint-Pierre-ès-Liens est une église française dédiée à saint Pierre et en particulier à la dédicace dite de Saint-Pierre-ès-Liens.
L'édifice est situé à Greneville-en-Beauce dans le département du Loiret en région Centre-Val de Loire.

## Géographie

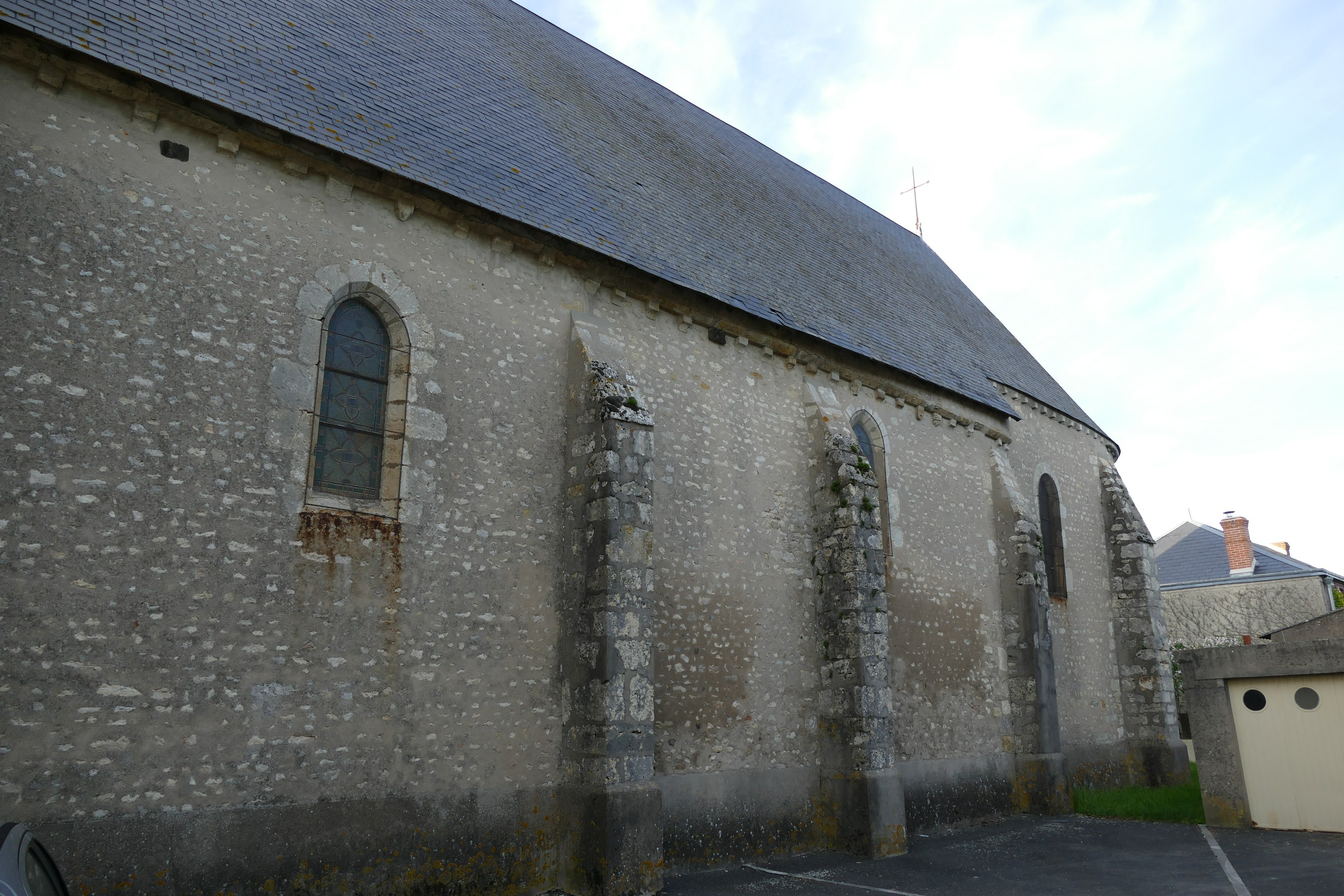
Le bas-côté de l'édifice.

L'église Saint-Pierre-ès-Liens est située dans le centre du bourg de la commune de Greneville-en-Beauce, dans la rue du bout-de-la-ville (route départementale 834), le nord du département du Loiret (canton et arrondissement de Pithiviers) et la région naturelle de la Beauce, à environ 127 mètres d'altitude.
La paroisse de Greneville-en-Beauce appartient à la province ecclésiastique de Tours et au diocèse d'Orléans dans la zone pastorale de la Beauce et le doyenné Centre-Beauce. C'est l'une des paroisses du groupement paroissial d'Aschères-le-Marche - Bazoches-les-Gallerandes - Outarville.

## Histoire
La construction de l'édifice débute au XIIe siècle.
Le chœur de l'église est inscrit aux monuments historiques depuis le 12 janvier 1931.